# أشنيات معايشة للصخور
الأشنيات المعايشة للصخور (بالإنجليزية: Saxicolous lichen)، هي الأشنيات التي تنمو على الصخور. المُصطلح في نصفه "sax" مأخوذة من saxum باللاتينية والتي تعني «صخرة» أو «حجر».